# Mischa Hausserman
Pour les articles homonymes, voir Hausserman.
Mischa Hausserman est un acteur autrichien, né le 31 octobre 1941 à Vienne (Autriche) et mort le 30 août 2021.

## Filmographie
- 1965 : DM-Killer
- 1966 : Le Rideau déchiré (Torn Curtain) : Idealistic Young Man
- 1968 : La Symphonie des héros (Counterpoint)
- 1968 : En pays ennemi (In Enemy Country)
- 1972 : Notre agent à Salzbourg (The Salzburg Connection) : Lev Benedescu
- 1973 : Situation
- 1979 : De l'or au bout de la piste (Goldengirl) : Pilot
- 1980 : Survival Run : Helicopter Pilot
- 1984 : L'Enfer de la violence (The Evil That Men Do) : Karl Haussman
- 1985 : Portés disparus 2 (Missing in Action 2: The Beginning) : Kelly
- 1986 : La Loi de Murphy (film, 1986) (Murphy's Law) : Det. Dave Manzarek
- 1987 : Protection rapprochée (Assassination) : Danzig
- 1995 : Une journée en enfer (Die Hard: With a Vengeance) : Mischa
- 1996 : L'Effaceur (Eraser) : Airplane Captain
- 1999 : Le 13e Guerrier (The 13th Warrior) : Rethel the Archer
- 1999 : Thomas Crown (The Thomas Crown Affair) : Jimmy, Crown's Driver
- 2002 : Rollerball : Gold Coach